# Emar
Pour les articles homonymes, voir Emar (homonymie).
Emar (en arabe : ʾīmār, إيمار) actuel Tell Meskene (en arabe : tall maskana, تل مسكنة) était une cité mésopotamienne située sur la rive de l'Euphrate dans le nord-ouest de l'actuelle Syrie. Sa position géographique à la jonction de la Mésopotamie, de la Méditerranée et de l'Anatolie en a fait une place stratégique.
En 1996, une équipe germano-syrienne met au jour des vestiges plus anciens datant du bronze ancien et du bronze moyen.

## Découverte archéologique
Dans les années 1960, le gouvernement syrien décide la construction d'un barrage et d'un lac artificiel sur le fleuve de l'Euphrate à la hauteur d'Al-Thawrah (Tabqa). Le service des Antiquités du pays prospecte d'abord la région qui n'avait jamais fait l'objet de fouilles archéologiques, puis lance un appel aux partenariats internationaux pour approfondir les recherches archéologiques avant que la zone ne soit engloutie. La première campagne de fouilles a lieu en 1970 sous la direction des professeurs M. Raymond et M. Golvin de l'université d'Aix-en-Provence. La découverte d'une petite tablette couverte de signes cunéiformes met la puce à l'oreille des chercheurs français qui commencent à associer le site au port fluvial de Meskéné-Khadimé dont l'emplacement hypothétique avait été proposé à cet endroit par l'épigrahiste M. G. Dossin en 1952.
C'est entre 1972 et 1976 grâce aux fouilles menées par Jean-Claude Margueron que le site de la ville d'Emar est localisé. Dès le cinquième jour des recherches françaises, la découverte d'un lot de tablettes conservées dans une jarre permettent de confirmer que le site est celui du royaume d'Emar.
Cependant, le barrage sur l'Euphrate entre en service en été 1973. Lorsque les équipes archéologiques françaises font leur retour sur le site au printemps 1974, les populations locales ont été déplacées et leurs habitats dépiécés, et les eaux commençaient à envahir le site d'Emar, ce qui mit fin aux fouilles.
Le site n'est cependant pas submergé entièrement, et une nouvelle phase de pillage se produit dans les années 1990. Des fouilles sont menées de 1996 à 2002 par des équipes allemandes.

## Histoire
Les ruines d'Emar se composent de temples et d'habitations datant du bronze final (XIIIe et XIIe siècles av. J.-C.) et des restes d'un mur datant du bronze moyen (IIe millénaire av. J.-C.). Des traces de constructions plus anciennes attendent d'être étudiées. De nombreuses tablettes d'écriture cunéiforme principalement écrites en Akkadien ainsi que plusieurs édifices sont mis au jour. Ces découvertes sont datées de l'âge du bronze final.
L'histoire de la ville d'Emar s'arrête pendant le premier tiers du XIIe siècle av. J.-C. De nombreux siècles s'écoulent avant que le site ne reprenne vie ; peut-être pendant la période achéménide. À la période hellénistique puis la période romaine des textes parlent d'une cité s'appelant Bala / Balis. En 253, Barbalissos a été le théâtre d'une bataille (en) entre le souverain sassanide Chapour Ier et les Romains. Barbalissos devient un évêché suffragant, un de ses évêques participe au concile de Nicée en 325. Cet évêché est encore cité au VIe siècle.
Sous le règne de l'empereur byzantin Justinien II (règne 685-695, puis 705-711) la frontière de l'empire est défendue par une forteresse nommée Barbalissos entourée par de murailles auxquelles ont été ajoutées deux tours carrées de 25 m de hauteur permettant de surveiller l'autre rive de l'Euphrate. De 793 jusqu'à 1042, des évêques jacobites sont titulaires de l'évêché de Barbalissos.
Des maisons de la période islamique se trouvent dans les murs de Balis. Cette dernière a été abandonnée au XIIIe siècle lors de l'approche des Mongols. À l'écart du site d'Emar, une forteresse de l'époque omeyyade présente de magnifiques fresques, son propriétaire était Maslama fils du calife Abd al-Malik qui a combattu contre les Byzantins. La mission française de Balis a sauvé un minaret richement orné, datant de la période ayyoubide, qui appartenait à la grande mosquée actuellement sous les eaux. Ce minaret a été reconstitué à proximité de la forteresse. Un sanctuaire chiite du XIe siècle, se trouve sur la rive du lac. Il y a un grand nombre de tombes creusées dans le rocher, entre le site d'Emar et le palais omeyyade, qui datent de l'Antiquité tardive, et dont seulement quelques-unes ont été étudiées.

## Artfefacts
Les hiéroglyphes hittites trouvés sur le site de Meskéné-Emar reprennent les thèmes courants trouvés sur les sites de Bogâzköy, Tarse, et Ras Shamra, mais se distinguent par des inscriptions cunéiformes en haut et bas des tablettes inscrites.